# Acronicta minella
Acronicta minella là một loài bướm đêm trong họ Noctuidae.